# V8 Motorcycles
V8 Motorcycles is een merk van motorfietsen.
V8 Motorcycles, Kwintsheul, een Nederlands bedrijf dat motorfietsen bouwt op basis van Chevrolet V8-blokken.